# Bzipigebergte
Het Bzipigebergte (Georgisch: ბზიფის ქედი, Bzipi kedi; Abchazisch: Бзиԥтәи, Bziptvi), is een ongeveer 75 kilometer lang en maximaal 25 kilometer breed oost-west-georiënteerd gebergte van de Grote Kaukasus in de Georgische autonome en feitelijk afgescheiden republiek Abchazië.

## Geografie
Het Bzipigebergte ligt tussen de Amtkelipas in het oosten, vlakbij de hoofdkam van de Grote Kaukasus,  tot aan de benedenstroomse kloof van de Bzipi bij het gelijknamige dorp in het westen. Het gebergte ligt over de gehele breedte van de districten Goedaoeta en Soechoemi en snijdt deze geografisch in tweeën.
De gemiddelde hoogte van het Bzipigebergte is 2300 meter boven zeeniveau. In het noorden wordt het gebergte met steile hellingen begrensd door de Bzipi-rivier, die langs de hele noordkant loopt en in het oosten de bron heeft bij de verbindingsgraat van het gebergte naar de Grote Kaukasus.

## Geologie

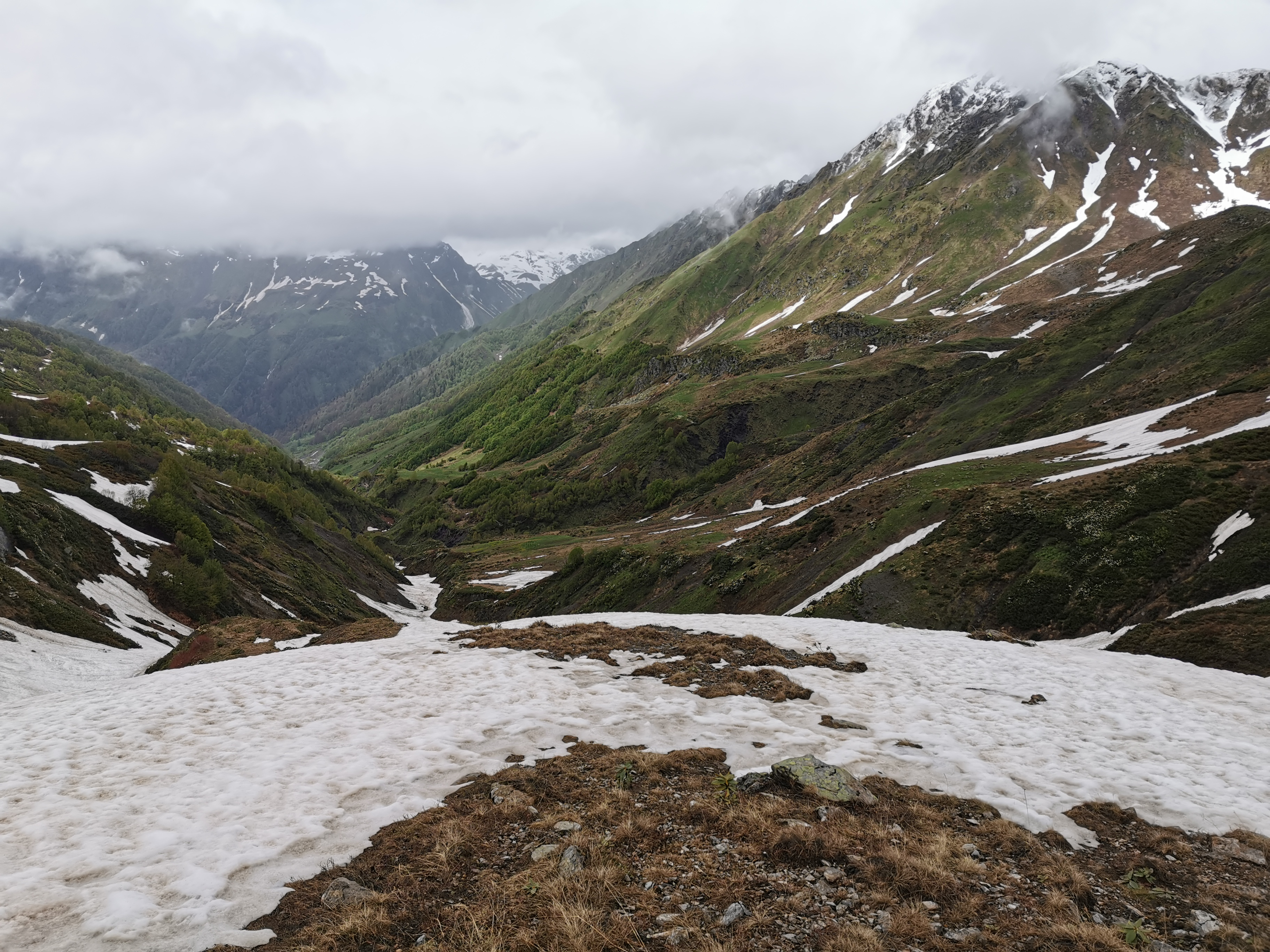
Het Chimsamassief.

Het oosten van het gebergte is het hoogste en breedste deel met toppen boven de 2500 meter. Hier staat ook de hoogste berg, de Chimsa van 3034 meter boven zeeniveau. Het Chimsamassief heeft zes kleine cirquegletsjers op de noordelijke hellingen en is opgebouwd uit vulkanisch gesteente en zandsteen.
Het centrale deel van het gebergte is smaller met een breedte van 15 kilometer en is relatief laag met toppen die nog geen 2000 meter bereiken en heeft de laagste passen. Hier is het gebergte opgebouwd uit ondiepe zee-afzettingen, kalksteen en klei.
Het westelijke deel is juist wat breder, tot 20 kilometer, en is vrij hoog met enkele toppen boven de 2500 meter. Dit gedeelte behoort tot een van de hoogste karstmassieven ter wereld en staat bekend als het Bzipi-massief. De kloof van de Bzipi scheidt het massief van het kleinere Arabika-karstmassief van het Gagragebergte. Qua oppervlakte is het kalksteenmassief van het Ratsjagebergte groter.